# Епархия Срема (католическая)

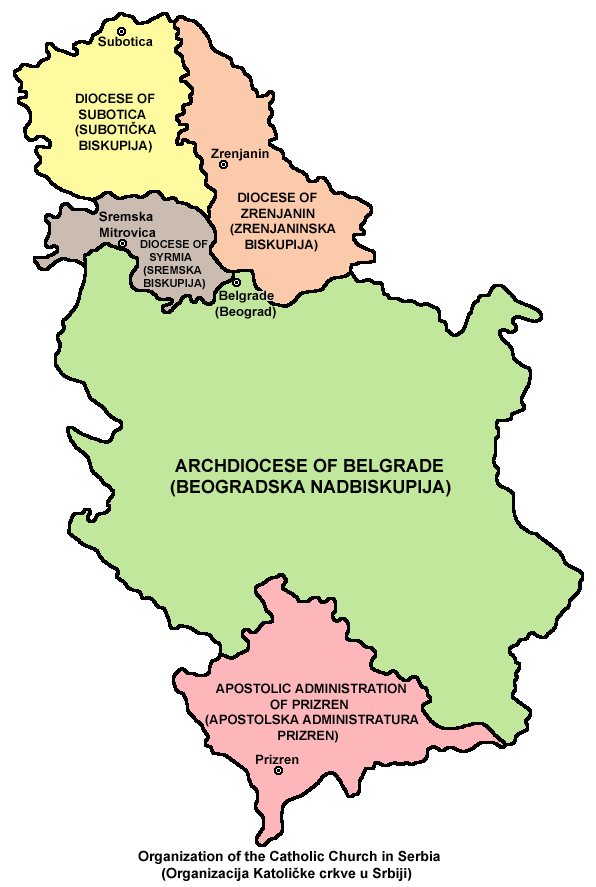
Католические епархии на территории Сербии. Епархия Срема выделена серым цветом

Сремская епархия (лат. Dioecesis Sirmiensis, серб. Сремска бискупија) — католическая епархия с центром в Сремска-Митровице (Воеводина, Сербия).

## История
Католические историки возводят историю Сремской епархии к основанной в IV веке епархии с центром в римском городе Сирмиум (ныне Сремска-Митровица). После поселения на этих землях славян и принятия ими христианства епархия сохранилась. После Великого раскола 1054 года Сербия осталась в юрисдикции православного Константинополя.
В XVI веке вся её территория была завоёвана турками, епархия уничтожена.
После отвоевания Срема у турок в начале XVIII века Габсбургской монархией в 1709 году была создана Сремская католическая епархия, в 1773 году она была объединена с Боснийской католической епархией и поставлена в подчинение Загребской митрополии.
В 1963 году диоцез был переименован в епархию Джяково-Срем.
18 июня 2008 года была выделена отдельная Сремская епархия на территории Сербии, которая стала суффраганной по отношению к вновь образованной митрополии Джяково-Осиек. Расположенные на территории епархии приходы византийского обряда подчиняются не ей, а епархии Руски-Крстура, как и все прочие грекокатолические приходы Сербии.
Кафедральный собор епархии — Базилика Святого Димитрия. С 2008 года епархию возглавляет епископ Джуро Гашпарович. Основной контингент прихожан епархии — национальные меньшинства Воеводины: венгры, хорваты, словаки и др. По данным переписи 2002 года католицизм исповедуют около 19 % населения Воеводины.
Епархия поделена на 3 деканата и насчитывает 29 приходов, в которых служат 20 священников. Всего число католиков в епархии оценивается примерно в 50 тысяч человек.

## Ординарии епархии
- епископ Джуро Гашпарович (с 18 июня 2008).